# Kāti Māmoe
Kāti Māmoe oder Ngāti Māmoe ist ein historischer Iwi der Māori. Er stammte ursprünglich aus der Region Heretaunga (Napier), zog aber im 16. Jahrhundert auf die Südinsel Neuseelands, die damals bereits zusammenfassend von anderen, Waitaha genannten, Māori bewohnt war.
Die Kāti Māmoe wurden durch Heirat und Eroberungszüge durch die ein Jahr später auf die Südinsel ziehenden Ngāi Tahu absorbiert. Heute gibt es keine spezielle Stammesorganisation der Kāti Māmoe, aber viele Ngāi Tahu haben in ihrem Stammbaum (Whakapapa) Verbindungen zu ihnen. Besonders im Süden der Südinseln  ehen sich Māori als Ngai Tahu-Ngati Māmoe, eine Synthese beider Stammesgruppen.